# Таптиково
Тапти́ково (рос. Таптыково, башк. Таптыков) — село у складі Уфимського району Башкортостану, Росія. Адміністративний центр Таптиковської сільської ради.
Населення — 734 особи (2010; 544 в 2002).
Національний склад:
- росіяни — 69 %